# Rudy Omankowsky
 (février 2022).
Si vous disposez d'ouvrages ou d'articles de référence ou si vous connaissez des sites web de qualité traitant du thème abordé ici, merci de compléter l'article en donnant les références utiles à sa vérifiabilité et en les liant à la section « Notes et références ».
Rudolf Otto Omankowsky, dit Rudy Omankowsky, né à Prague (Tchécoslovaquie) le 15 février 1937 et mort le 15 février 2022 à Châlons-en-Champagne (Marne), est un funambule tchécoslovaque, fils de Rudolf Omankowsky et d’Anna Triska, une funambule.

## Biographie et exploits
Rudy Omankowsky est élevé sur le fil dès l’âge de 3 ans par son père Rudolf Omankowsky, funambule moderne des plus renommés[réf. nécessaire]. Il suit ses parents, artistes tchécoslovaques réquisitionnés pendant la guerre, en Allemagne, puis en France. Il s'illustre avec sa famille sous les plus grands chapiteaux du monde.
Au milieu des années 1950, Rudy Omankowsky succède à son père à la tête des Diables Blancs. Cette troupe familiale de funambules est alors composée de Rudy Omankowsky, sa femme Colette, sa sœur Berty et son mari Roger Decugis (« Les célèbres Mariés du Ciel » qui s’étaient unis sur un fil le 22 mai de 1954, place du Capitole, à Toulouse), ainsi que de son autre sœur Lili, mariée au Britannique Ernie Clennell.
Les Diables Blancs (avec en plus Patricia, la fille de Berty et Roger) sont alors sollicités dans le monde entier et en font plusieurs fois le tour, dont une tournée en Asie. Ils travaillent sous les plus grands chapiteaux tels que Bouglione, Jean Richard et La Piste aux étoiles en France, Benneweis au Danemark, Moira Orfei et Darix Togni en Italie, Hagenbeck en Allemagne, Chipperfield et Smart au Royaume-Uni. Les Diables Blancs présentent aussi un spectacle en plein air avec des équilibres incroyables à pied, sur monocycles et la pyramide à trois bicyclettes, seuls ou à plusieurs[réf. nécessaire]. Rudy Omankowsky réalise aussi un saut périlleux à bicyclette unique au monde, au-dessus de quatre partenaires.
La troupe multiplie les exploits. Après les Gorges de Cheddar au Royaume-Uni en 1959, Rudy Omankowsky réalise le 8 juillet 1962 l’exploit de traverser le lac de Gérardmer sur un câble long de 1,250 km et jusqu’à 200 m de hauteur, ceci les yeux bandés. Ce qui lui vaut le titre de champion du monde[réf. nécessaire].
Rudy Omankowsky a vécu avec sa femme Colette de 1985 jusqu'à sa mort en 2022 à Châlons-en-Champagne dans la Marne[réf. nécessaire].